# Andreas Fugger

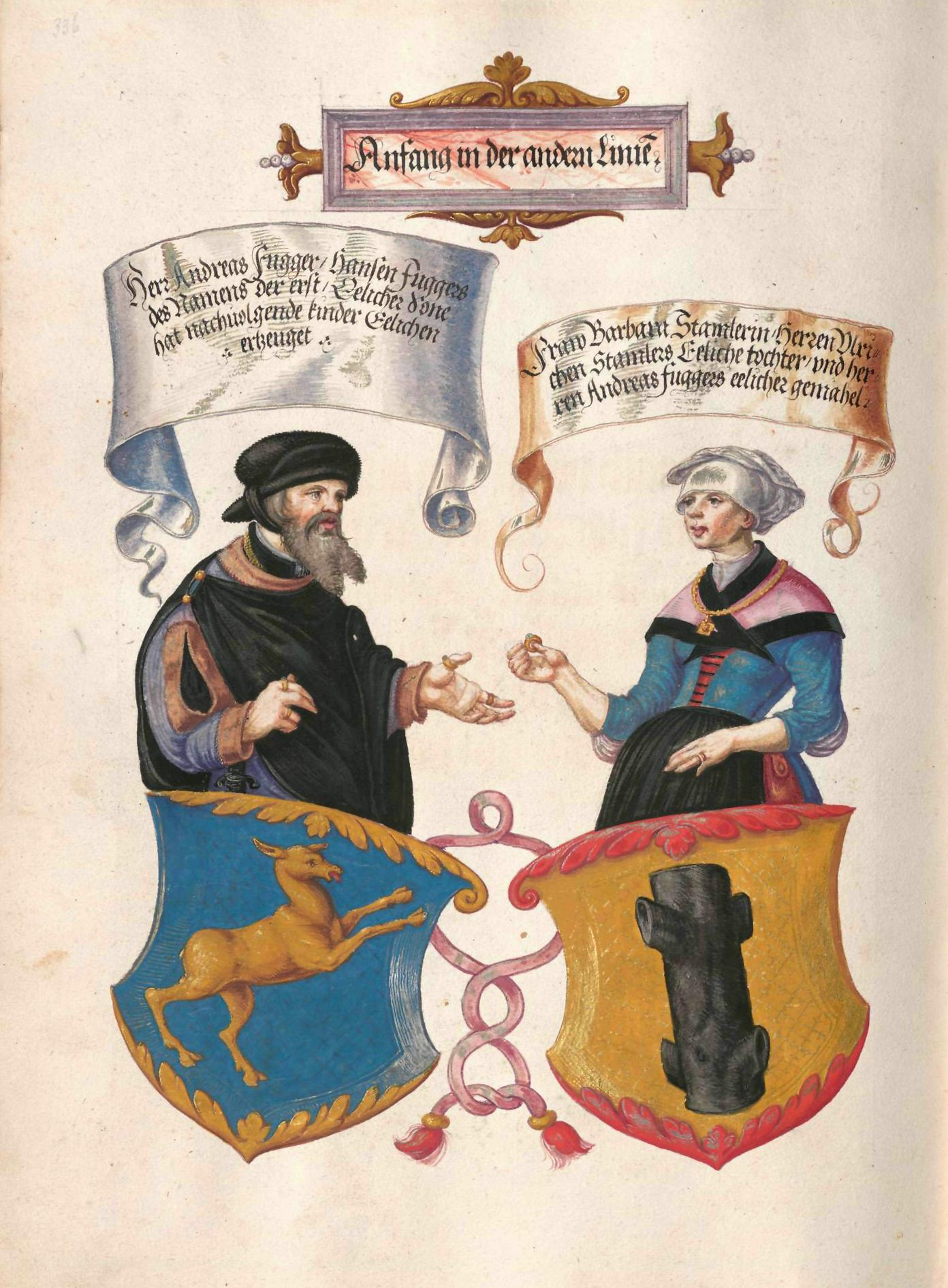
Libro Secreto de Honor de los Fugger, realizado en el taller de Jörg Breu el Viejo. J., 1545-1549 retrato y representación del escudo de armas.

Andreas Fugger (en español Fúcar)(1394, Augsburgo - 1457, Augsburgo), conocido como "el rico", fue un hombre de negocios alemán. Su clan familiar de empresarios y financieros alemanes que llegaron a constituir uno de los mayores grupos empresariales de los siglos XV y XVI, siendo precursores del capitalismo moderno, junto con los Médicis y los Welser.
Andreas junto con sus hermanos Jakob y Michael, se hizo cargo del negocio de confección de telas de su padre después de la muerte de su padre. Logró hacer contactos en Venecia y allí aprendió a llevar la contabilidad de doble entrada. A través de la influencia y el conocimiento que adquirió de esta manera, logró expandir el negocio de fabricación de telas de los hermanos en un negocio mayorista. Fue miembro del gremio de tejedores y también orfebre. En 1454 abandonó el negocio familiar y dejó la gestión exclusiva a su hermano Jakob.

## Biografía
Era el hijo mayor de Hans Fugger y Elisabeth Gfattermann, lo que lo convirtió en el hermano mayor de Jakob Fugger el Viejo. Fue el fundador de la rama Fugger vom Reh de la familia Fugger. Su esposa era Barbara Stammler vom Ast (1415 / 20-1476), hija de un rico vendedor de Augsburgo.
Andreas era un hombre de negocios muy exitoso y capaz, por eso lo llamaron "Andreas der Reiche". Fue el primer miembro de la familia Fugger que se convirtió en empresario. Todos los demás miembros de la familia eran artesanos en ese momento. Andreas Fugger y su esposa tuvieron cuatro hijos, fueron los fundadores de las cuatro líneas principales del "Fugger vom Reh".
Sus hijos Jakob (circa 1430-1505), Lukas el viejo (circa 1439-1512), Matthäus (1442 - 1489/92) y Hans el viejo (1443-1501) recibieron del emperador Friedrich en 1462 debido a la capacidad comercial de su padre y sus buenas conexiones comerciales con la casa gobernante de Habsburgo el primer escudo de armas de Fugger, un ciervo saltarín dorado sobre fondo azul, de ahí el nombre Fugger vom Reh.
La única línea existente en la actualidad está representada por los descendientes de Matthäus Fugger. El patriarca actual es Markus Fugger von dem Rech (nacido en 1970).